# Harald Katemann
Harald Katemann (* 7. Juli 1972 in Bocholt) ist ein deutscher ehemaliger Fußballspieler und aktueller Fußballtrainer. Katemann absolvierte 51 Erstligaspiele (drei Tore) und 73 Zweitligaspiele (vier Tore) in Deutschland und 33 Erstligaspiele in Österreich.

## Karriere
In der Jugend spielte Katemann beim Oberligisten 1. FC Bocholt, mit dem er 1994 in die Regionalliga West/Südwest aufstieg. 1993 nahm Katemann neben Mitspielern wie Markus Babbel, Willi Landgraf, Roy Präger und Thorsten Judt mit der Bundeswehr-Nationalmannschaft an der Militär-Weltmeisterschaft in Marokko teil und belegte den dritten Rang.
Von 1994 bis 1999 spielte Katemann für Fortuna Düsseldorf, zunächst in der zweiten Bundesliga. Mit Düsseldorf stieg er 1995 in die erste Liga auf. Bekannt wurde er zu Bundesligazeiten durch seine weiten Einwürfe, die mehrfach zu Toren führten. Die Düsseldorfer stiegen 1997 in die 2. Liga, 1999 in die Regionalliga ab. Katemann wechselte 1999 zu Austria Lustenau in die österreichische erste Liga. Mit Lustenau spielte er im UEFA Intertoto Cup 1999. Nach dem Abstieg Lustenaus im Jahr 2000 kehrte er aus Österreich zurück zu seinem Bocholter Heimatverein, für den er noch bis 2006 in der Oberliga Nordrhein aktiv war. Danach war er in Emmerich am Rhein Spielertrainer des Bezirksligisten Fortuna Elten.
Im Sommer 2008 übernahm Katemann das Traineramt beim Kreisligisten SC 26 Bocholt, wo er vor seiner Zeit beim 1. FC Bocholt als Spieler aktiv gewesen war, und führte ihn 2011 zum Aufstieg in die Bezirksliga. Zur Saison 2012/13 verpflichtete ihn der westfälische Landesligist Viktoria Heiden als neuen Trainer. Im zweiten Jahr führte er Heiden zum Aufstieg in die Westfalenliga (Verbandsliga). 2017 stieg Heiden wieder in die Landesliga ab. Im Oktober 2017 wurde Katemann als Trainer entlassen.